# Ch-101

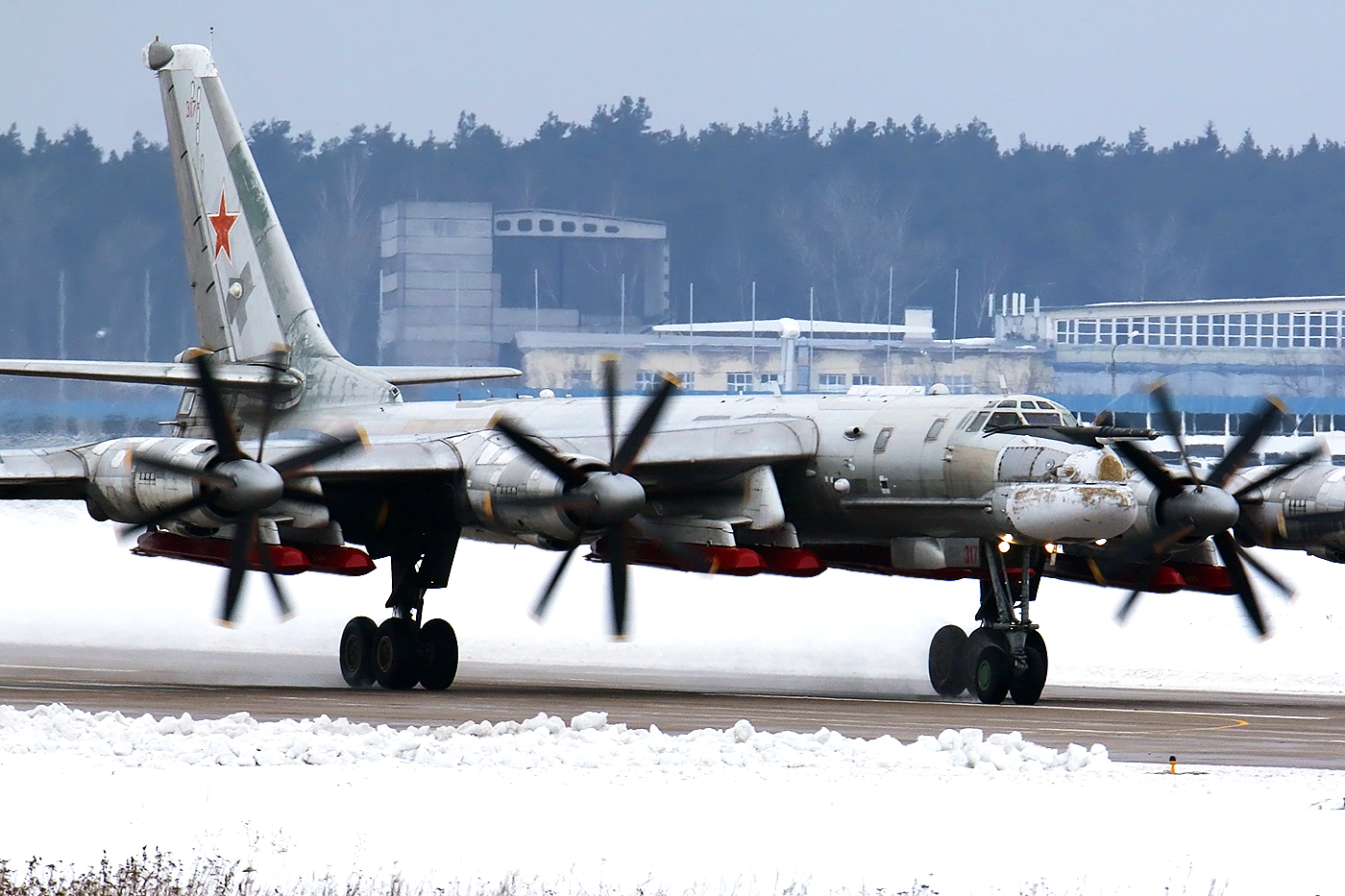
Tu-95MSM se střelami Ch-101 (červeně)

Ch-101 (rusky Х-101, anglicky Kh-101) je řízená střela s plochou dráhou letu typu vzduch-země dlouhého dosahu, vyvinutá a vyráběná společností MKB Raduga. Je určena k ničení dobře chráněných pozemních cílů vysoké hodnoty.
Střela Ch-101 může být nesena strategickými bombardéry Tu-95MSM a Tu-160.

## Vývoj
Na konci 80. let 20. století začaly práce na vývoji nadzvukové okřídlené rakety typu vzduch-země nazvané Ch-90. Střela měla být sovětským ekvivalentem k americké AGM-129, avšak po několika zkušebních výstřelech byl program pozastaven. Namísto toho začala kancelář Raduga v roce 1995 vyvíjet střelu Ch-101, která se měla vyznačovat mnohem vyšší přesností. Cílem bylo vytvořit řízenou střelu dlouhého doletu s nízkou efektivní odraznou plochou, určenou na dopravení jaderné nebo konvenční hlavice.

## Konstrukce
Rozměry Ch-101 jsou ve srovnání s jejím předchůdcem Ch-55 větší. Střela Ch-101 je dlouhá 7,45 m a její průměr je 742 mm. Pod trupem jsou sklopena křídla, která se po odhození střely roztáhnou, přičemž jejich rozpětí je 3 m. Pohon zajišťuje dvouproudový motor RD-300-95TM s maximálním tahem 3,9 kN. Střela nese ve vnitřní palivové nádrži 1250 kg paliva a její celková hmotnost je 2200–2400 kg.
Ch-101 je schopna zasáhnout cíl na vzdálenost až 3500 km s kruhovou odchylkou 5–20 m. S touto raketou jsou ruské strategické bombardéry schopné zasadit vysoce přesné údery proti klíčovým vojenským cílům nepřítele z oblasti, která je mimo dosah protivzdušné obrany protivníka. Ch-101 je obtížné detekovatelná radarem, protože její efektivní odrazová plocha je jen 0,01 m². Profil letu střely je proměnlivý, může se pohybovat v rozmezí 30–6000 m nadmořské výšky. Cestovní rychlost letu rakety je 680–720 km/h, ale její maximální hodnoty dosahují 900–970 km/ h. Letová vytrvalost Ch-101 je až 10 hodin. Střela je naváděná na cíl pomocí kombinace více systémů. Využívá předem nahraný radarový profil terénu (TERCOM), který porovnává za letu se skutečností, dále elektrooptický systém korekce letu Sprut. V závěrečné fázi letu ke zpřesnění zásahu používá kombinaci inerciálního systému (nezávislý na okolí), satelitního systému GLONASS a televizní (optické) kamery, čímž dosahuje přesnosti 6–10 metrů. Podle tvrzení ruské strany má být schopna zasáhnout i malé pohybující se cíle pomocí infračervených kamer. Střela je vybavena vlastním obranným systémem.
Vyrábí se ve dvou variantách, Ch-101 s konvenční bojovou částí o hmotnosti 400 kg a Ch-102 s jadernou bojovou částí 250 kt. Bojová část Ch-101 má dvě samostatné hlavice s hmotností 150 kg, jednu pevnou a druhou odnímatelnou. Tato odnímatelná část se může v jisté fázi letu od rakety oddělit a snést se na padáku na požadovaný cíl. Střela s pevnou bojovou hlavicí letí dál a jedna raketa tak může útočit zároveň na dva cíle, vzdálené od sebe do 100 km.
Bombardér Tu-95MSM má pod křídly 4 závěsníky a na každém z nich může nést dvojici střel Ch-101. Celkově tak dokáže při jednom letu dopravit na různé cíle až osm těchto okřídlených raket. Větší délka střely ve srovnání se svým předchůdcem Ch-55 neumožňuje umístit Ch-101 ve vnitřním prostoru pumovnice Tu-95MSM. Na rozdíl od něj je možné v modernějším strategickém bombardéru Tu-160 zavěsit v pumovnici až 12 kusů Ch-101.

## Nasazení

### Ruská intervence v Sýrii
K prvnímu bojovému nasazení střel Ch-101 došlo dne 17. listopadu 2015 během ruské intervence v Sýrii. Strategické bombardéry Tu-160 vystřelily 12 těchto raket na pozice teroristické skupiny Islámský stát. Hlavními cíli útoků se staly sklady zbraní, polní tábor a velitelské základny teroristů v Idlib a Aleppu.[chybí lepší zdroj]

### Ruská invaze na Ukrajinu

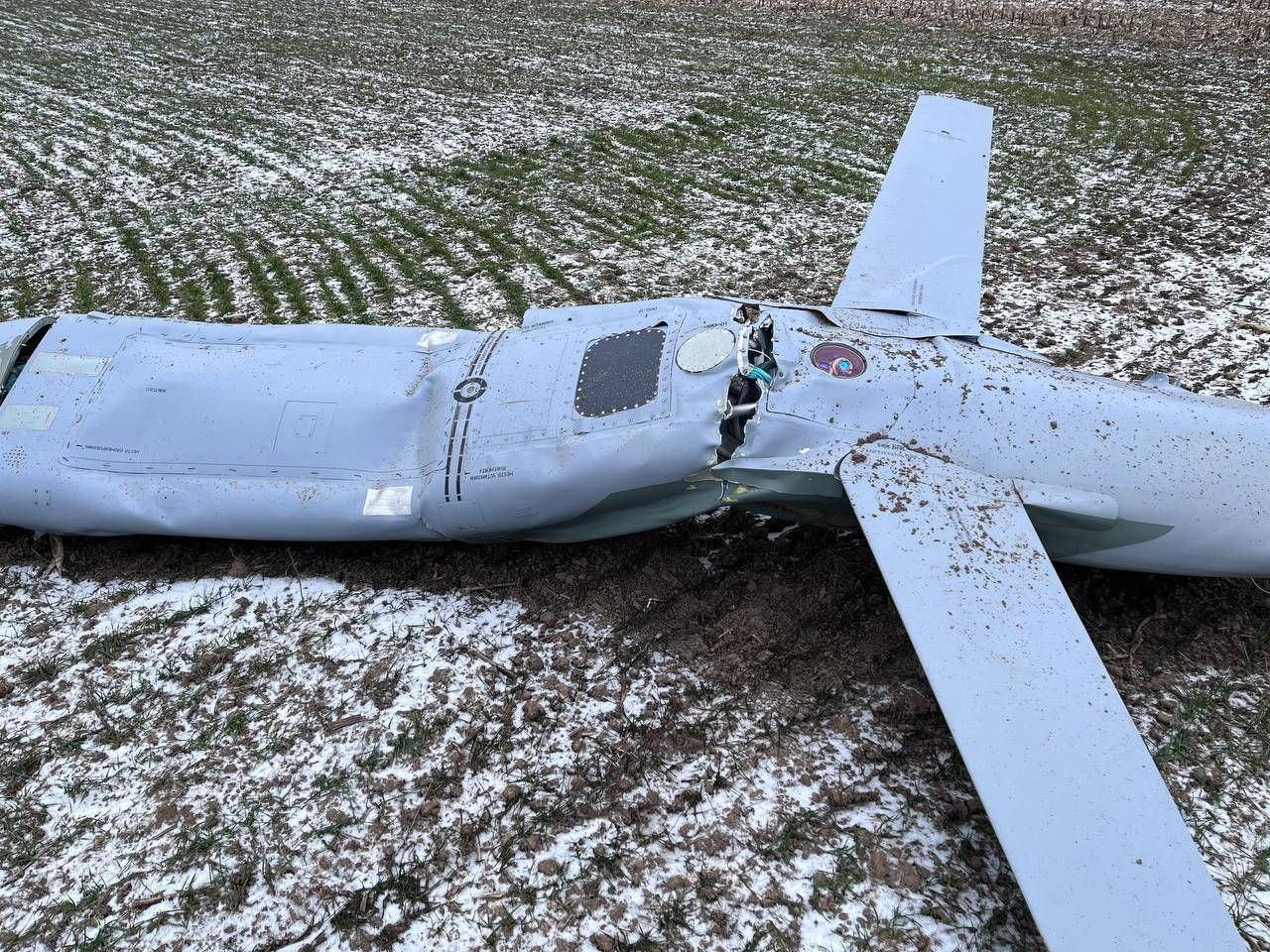
Vrak střely Ch-101 sestřelené v lednu 2023 ve Vinnycké oblasti

Ch-101 se dočkala širokého použití při ruské invazi na Ukrajinu v roce 2022, přičemž zdroje amerického ministerstva obrany uvedly, že zaznamenaly vysokou poruchovost: „buď se jim nedaří je spustit nebo se jim nedaří zasáhnout cíl, nebo se jim nedaří při kontaktu explodovat.“
6. března 2022 zamířilo asi osm řízených střel Ch-101 vypálených ze strategických bombardérů Tu-160 a Tu-95MS z oblasti Černého moře na mezinárodní letiště Vinnycja na Ukrajině.
14. září 2022 oznámilo ukrajinské ministerstvo obrany, že ruské síly použily osm střel Ch-101, pravděpodobně z bombardérů Tu-95MS, k zasažení různých hydraulických struktur ve městě Kryvyj Rih na Ukrajině. Hladina řeky Inhulec kvůli tomu prudce vzrostla. Dříve se uvádělo, že byly použity střely Ch-22.
29. května 2023 ukrajinské vzdušné síly oznámily, že sestřelily 37 střel s plochou dráhou letu Ch-101/Ch-555 a 29 útočných dronů Šáhid 136/131.
Dne 8. července 2024 Rusko použilo střelu Ch-101 k útoku na dětskou nemocnici Ochmatdyt v Kyjevě.

## Uživatelé
Rusko
- Ruské letectvo